# Francisco Labastida

Francisco Labastida in 2006

Lic. Francisco Labastida Ochoa (Los Mochis, 14 augustus 1942) is een Mexicaans politicus van de Institutioneel Revolutionaire Partij (PRI).
Labastida studeerde economie aan de Nationale Autonome Universiteit van Mexico (UNAM) en sloot zich in 1962 aan bij de PRI, die op dat moment welhaast een monopoliepositie op de macht had.
Van 1987 tot 1992 was hij tot gouverneur van zijn geboortestaat Sinaloa. In 1994 werd hij ambassadeur in Portugal en een jaar later werd hij minister van landbouw. In 1998 werd hij minister van binnenlandse zaken. In 2000 won hij de voorverkiezingen van de PRI, de eerste die de partij ooit heeft gehouden. Hij verloor uiteindelijk de presidentsverkiezingen van Vicente Fox van de Nationale Actiepartij, wat de eerste oppositiezege in presidentsverkiezingen was sinds de oprichting van de PRI.
In 2006 werd hij gekozen tot senator.
- Biblioteca Nacional de España: XX4693676
- Gemeinsame Normdatei: 138297053
- International Standard Name Identifier: 0000 0000 3183 9088
- Library of Congress Control Number: n92118958
- Virtual International Authority File: 65673285